# Zlatni pjasătsi

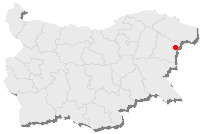
Zlatni pjasătsis läge i Bulgarien.

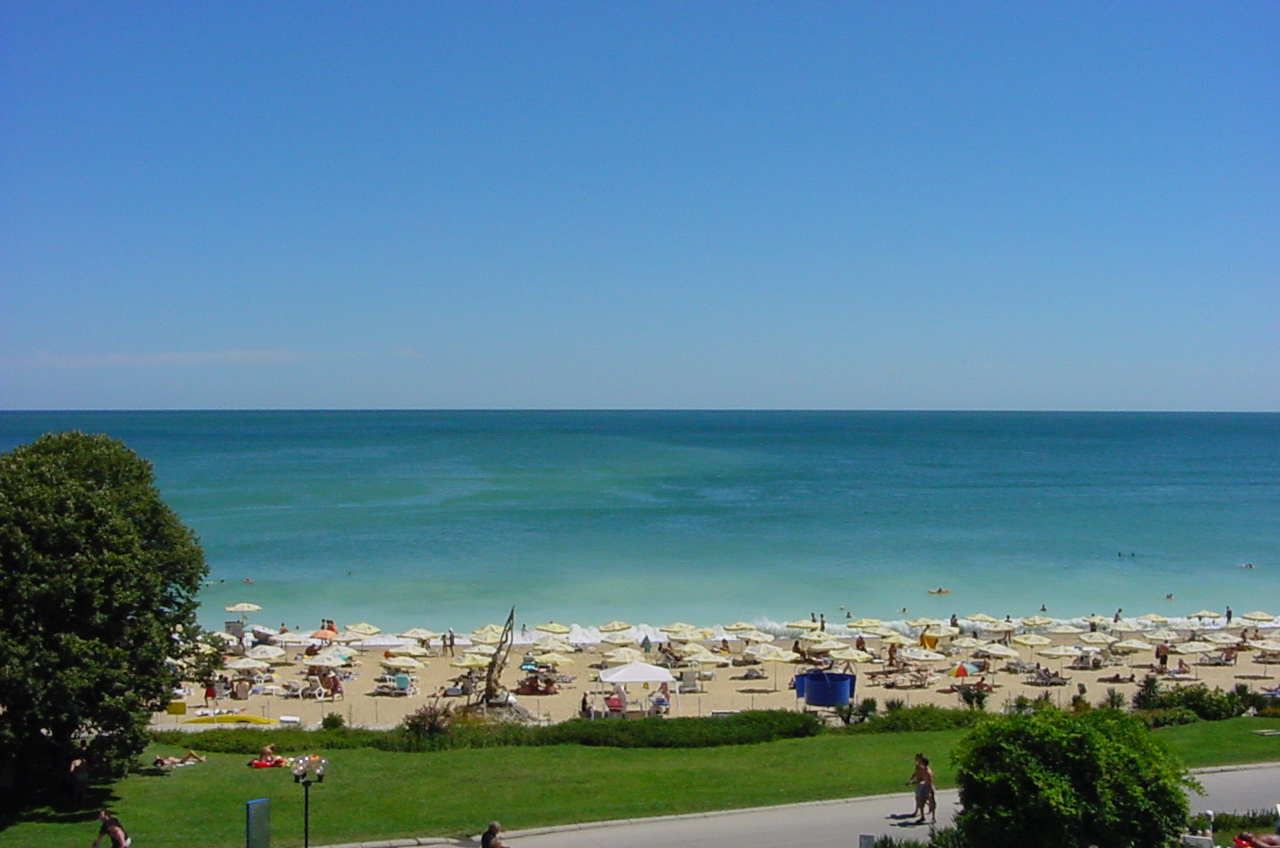
Strand i Zlatni pjasătsi.

Zlatni pjasătsi (Bulgariska: Златни пясъци, även känd som Golden Sands) är en turistort längs Svarta havets kust 17 km norr om Varna i Bulgarien. Den är något mindre än Slăntjev Brjag (Sunny Beach) som är den största turistorten i Bulgarien.
Den inhemska befolkningen i Zlatni pjasătsi är inte så stor. Den största delen av folklivet utgörs av turister under sommarhalvåret. Det finns gott om barer, nattklubbar och restauranger på orten. Zlatni pjasătsi började ta fart som turistort 1957 och har sedan dess utökats med över 70 hotell, flera kasinon, villor, lägenheter, spaanläggningar, klubbar, sportanläggningar och yachtmarinor. 

## Hotell
Hotellen är många och finns med varierande standard. Nyare hotell erbjuder bra standard och har oftast fina poolområden och restauranger. Många gånger är de byggda av landets maffia[källa behövs] och utländska aktörer. De gamla hotellen är av enklare slag och byggdes omkring 1950-talet under kommunistregimen.

## Aktiviteter
Längs stränderna finns kilometervis av nöjesattraktioner och affärer med sikte på turister från alla ålderskategorier som kunder.
Vid utkanten av Zlatni pjasătsi ligger det stora vattenlandet Aqualand.

## Byggnader
År 2007 byggdes en replika av Eiffeltornet i en skala 1:10. Det har en utsiktsplattform och en restaurang. Samma år byggdes även ett samtida kapell tillägnat Johannes döparen.